# Carrión de los Céspedes
Carrión de los Céspedes é um município da Espanha na província de Sevilha, comunidade autónoma da Andaluzia, de área 6 km² com população de 2261 habitantes (2007) e densidade populacional de 376,35 hab/km².

## Demografia
| Variação demográfica do município entre 1991 e 2004 | Variação demográfica do município entre 1991 e 2004 | Variação demográfica do município entre 1991 e 2004 | Variação demográfica do município entre 1991 e 2004 |
| --------------------------------------------------- | --------------------------------------------------- | --------------------------------------------------- | --------------------------------------------------- |
| 1991                                                | 1996                                                | 2001                                                | 2004                                                |
| 2373                                                | 2257                                                | 2320                                                | 2292                                                |